# Miloš Bandić
Miloš Bandić (Zemun, 1930. – Zemun, 1996.) je bio hrvatski književnik i kritičar. Govorio je engleski, češki, ruski i slovački. 
Otac Ivan, je bio državni i privatni činovnik i narodni poslanik, a mati Ljubica je bila učiteljica.
Srednju školu je pohađao u rodnom gradu, gdje maturira 1949. Studira na Filozofskom fakultetu engleski jezik, jugoslavensku književnost i nacionalnu povijest. Diplomirao je 1958., a nešto poslije i doktorirao 1963.
Radio je u beogradskim listovima "Zadruga", a u listovima "Naš vesnik" i "Mladost" bio je urednik kulturne rubrike. U "Književnim novinama" je bio glavni i odgovorni urednik, u "Vojnoj enciklopediji" je bio jezični redaktor. Na Filološkom fakultetu bio je docent, izvanredni i kasnije redoviti profesor (od 1965. do 1990.), a bio je i tajnik beogradskog PEN-kluba te glavni urednik časopisa "Literary Quarterly" (od 1965. do 1966.). 
Objavljivao je književna djela od 1949.
Na njegovoj rodnoj kući su njegovi sugrađani postavili spomen-ploču.

## Vanjske poveznice
- Hrvatska revija  Arhivirana inačica izvorne stranice od 28. kolovoza 2012. (Wayback Machine)